# 兼子正勝
兼子 正勝（かねこ まさかつ、昭和28年（1953年）7月21日 - ）は、フランス文学者、文学博士、電気通信大学教授。山形県鶴岡市出身。

## 略歴
- 1953年7月21日 - 山形県鶴岡市に生れる。
- 1971年 - 山形県立鶴岡南高等学校理数科卒業。
- 1976年 - 東京大学文学部フランス文学科卒業。
- 1977年 - パリ第10大学にて哲学修士号取得。
- 1981年 - 東京大学にて文学修士号取得。
- 1982年 - パリ第10大学文学研究科フランス文学専攻博士課程修了。文学博士号取得。
- 1984年 - 東京大学人文科学研究科フランス語フランス文学博士課程単位取得満期退学。
- 1984年 - 電気通信大学電気通信学部講師。
- 1990年 - 日本フランス語フランス文学会編集委員。
- 1996年 - 日本映像学会研究企画委員。
- 1987年 - 電気通信大学電気通信学部助教授に就任。
- 1999年 - 同教授に就任。
- 2000年 - 日本映像学会編集委員。

## 著作物

### 訳著
- 『生きた貨幣』 ピエール・クロソウスキー著 2000年 青土社 ISBN 4-7917-5789-0
- 『ニーチェと悪循環』 ピエール・クロソウスキー著 1989年 哲学書房 ISBN 4-88679-029-1

### 共訳著
- 『無頭人』 ジョルジュ・バタイユ他著 1999年 現代思潮社 ISBN 4-329-01004-6
- 『現前とイマージュ』 イヴ・ボヌフォワ著 1985年 朝日出版社
- 『聖社会学』 ジョルジュ・バタイユ他著 1987年 工作舎